# Брнабич, Ана
Ана Брнабич (серб. Ana Brnabić, Ана Брнабић; род. 28 сентября 1975, Белград, СФРЮ) — сербский политический и государственный деятель, менеджер и экономист. Председатель Народной скупщины Сербии с 20 марта 2024 года. Премьер-министр Сербии с 29 июня 2017 по 20 марта 2024 года. Министр государственного и локального самоуправления в правительстве Александра Вучича в 2016—2017 годах.

## Биография
В 1994 году окончила среднюю школу № 5 в Белграде. Высшее образование получала за рубежом. До 1998 года изучала управление бизнесом в Нортвудском университете в штате Мичиган в США, где защитила степень Бакалавра делового администрирования (BBA). Позже училась в британском Университете Халла, где получила степень Магистра делового администрирования (MBA).
В 2001 году вернулась в Сербию, где работала в Программе по аграрному развитию Сербии (под эгидой Европейского союза), а потом в сфере консалтинга. С 2002 по 2011 год — в Агентстве США по международному развитию. С 2011 года работала в американской компании Continental Wind Serbia, с января 2013 года является её директором. В 2006 году она участвовала в создании Национального альянса местного экономического развития (NALED), с 2013 года была вице-президентом, а в 2016 году стала президентом этой организации.
В 2007 году Ана Брнабич стала советником директора в Координационном органе Правительства Сербии по общинам Прешево, Буяновац и Медведжа, предметом которого является рассмотрение последствий конфликтов в Прешевской долине и Косово. 11 августа 2016 года премьер-министр Александр Вучич назначил её министром государственного и локального самоуправления.
После президентских выборов 2017 года, в ходе которых победу одержал действующий премьер-министр Александр Вучич, Ана Брнабич была предложена им на пост премьер-министра Сербии. 15 июня 2017 года Президент Сербии Александр Вучич назначил Брнабич премьер-министром Сербии.
Ана Брнабич никогда не была членом какой-либо партии. При этом она — член белградского объединения «East West Bridge» (EWB), входящего в Трехстороннюю комиссию.
Ана Брнабич стала первой женщиной, возглавившей правительство Сербии, а также первой открытой лесбиянкой на этом посту.
20 марта 2024 года Брнабич была избрана председателем народной скупщины Сербии.
Ана Брнабич свободно владеет русским и английским языками.

## Награды
Она была удостоена ряда благодарностей за проекты развития, над которыми она работала, за продвижение социально ответственного ведения бизнеса и толерантности. Награждена орденом Республики Сербской.

## Семья
Дед Аны по отцу, Антон Брнабич, был этническим хорватом с острова Крк. Бабушка и дедушка по матери были уроженцами городка Бабушница на юге Сербии. 
Брнабич состоит в однополых отношениях с доктором Милицей Джурджич. У пары есть сын Игор (рождён Милицей в 2019 году).